# South Africa - Far East
Le câble SAFE est un câble sous-marin reliant par fibre optique Melkbosstrand en Afrique du Sud à Penang en Malaisie. Son nom est l'acronyme de South Africa - Far East, soit celui de ses deux extrémités en anglais.
Commandé en 2002, ce câble de 13 104 kilomètres de long qui traverse l'océan Indien fait la paire avec un autre qui relie quant à lui l'Europe et l'Afrique de l'Ouest à l'Afrique australe par l'océan Atlantique. Il permet donc de relier le Vieux continent à l'Asie du Sud-Est et peut donc servir de voie de délestage ou de secours en cas de rupture ou de saturation des câbles traversant le Moyen-Orient.
Le câble SAFE touche terre à plusieurs endroits dont :
- Mtunzini, en Afrique du Sud.
- Saint-Paul, à La Réunion.
- Baie Jacoté (Bay Jacotet), à l'île Maurice.
- Cochin, en Inde, via une branche.

Il a été construit par Tyco Submarine Systems, entreprise américaine. Sa capacité initiale était de 10 gigabits par seconde et elle est actuellement portée à 440 gigabits par seconde. Il est composé de quatre fibres dont les signaux sont répétés par des amplificateurs optiques à l'erbium et rendus nombreux par un multiplexage en longueur d'onde.
Le débit du câble SAFE a déjà subi de nombreux ralentissements ressentis dans les Mascareignes à la suite d'effondrements sous-marins.

## Propriétaires
Les entreprises qui sont à l'origine du projet SAFE sont  :

Orange, Telekom Malaysia, Telkom South Africa, Tata Communications, AT&T, BT, Camtel, Angola Telecom, Ghana Telecommunications Company, Mauritius Telecom, Verizon, NATCOM (Nigeria), OPT, Telefonica, Proximus, China Telecom, Chunghwa Telecom, Cote d’Ivoire Telecom, Maroc Telecom, KT, KPN, SingTel, Sprint, Telecom Italia Sparkle, Telecom Namibia, Telstra, PCCW, Sonatel, Neotel, Vodafone.